# Antigènides
Antigènides (en llatí Antigenidas, en grec antic Ἀντιγενίδας) fou un músic grec nadiu de Tebes, fill del músic Sàtir de Tebes.
Va ser un flautista (o tocador d'aulos) molt destacat i també poeta, que va viure en temps d'Alexandre el Gran a la segona meitat del segle IV aC, segons diu Suides. Va deixar dues filles, de noms Melo i Satira, que van continuar amb la feina del pare, segons diu un epigrama inclòs a l'Antologia grega.